# 乌溪江引水工程
乌溪江引水工程位于中华人民共和国浙江省钱塘江流域内的一个大型综合性水利工程。

## 特点
引水工程利用乌溪江湖南镇、黄坛口两座大型梯级水库的发电尾水，拦江筑坝，开渠引水。引水渠分为东、西两干渠。西干渠位于衢州市衢江区，在黄坛口水库库区左侧塘坞岭开凌云隧洞引水至廿里镇碗窑西干渠分水闸，长3.966千米，设计流量6立方米每秒，下分三条支渠。东干渠渠首位于黄坛口水库大坝下游2.3千米处，衢州市柯城区石室乡下石埠村以北乌溪江右岸，蜿蜒向东北流经衢江区、龙游县、金华市婺城区、兰溪市等地，止于兰溪市高潮水库，全长82.7千米。